# Биязи, Николай Николаевич
Никола́й Никола́евич Биязи (2 апреля (14 апреля) 1893, Тифлис — 7 апреля 1973, Ессентуки) — советский военачальник, генерал-лейтенант (1944). Руководитель Института военных переводчиков (1940—1942, 1944—1947). Командующий войсками Прибалтийского военного округа (1943—1944).

## Биография
Родился в Тифлисе в семье потомков итальянских переселенцев (иногда в литературе местом его рождения ошибочно именуется Одесса). Его бабке, известной русской певице Дарье Лебедевой, Глинка посвятил романс, его дед — «петрашевец» Александр Иванович Пальм — был выведен на казнь вместе с Фёдором Достоевским. Казнь была заменена каторгой. После её отбытия Александр Пальм принимал участие в обороне Севастополя во время Крымской войны. Его родители были актёрами в провинциальном театре.
Как внук героя обороны Севастополя, бесплатно обучался в гимназии. С пяти лет выступал на сцене, окончил Одесское театральное училище. Служил суфлёром и помощником режиссера театра в Кривом Роге. В 1912 году переехал в Санкт-Петербург, служил переписчиком по вольному найму в Министерстве земледелия.

## Первая мировая и Гражданская войны
В Русской императорской армии с августа 1914 года. В начале Первой мировой войны зачислен рядовым в Преображенский лейб-гвардии полк, в его рядах воевал на Юго-Западном фронте и участвовал в Галицийской битве и Варшавско-Ивангородской операции. За храбрость, проявленную в боях, был награждён Георгиевским крестом IV степени. В мае 1915 года по болезни уволен из армии. Жил в Петрограде, вновь служил в Министерстве земледелия.
В апреле 1916 года повторно призван в армию и направлен учиться на офицера, в сентябре 1916 года окончил Павловское военное училище. Продолжил службу в Павловском военном училище курсовым офицером. Там же получил чин подпоручика. В январе 1918 года демобилизован, служил в ликвидационной комиссии Павловского военного училища.
5 июня 1918 году добровольно поступил на службу в железнодорожную милицию НКВД РСФСР, служил инструктором Управления охраны Петроградского округа путей сообщения.
С сентября 1918 года служил в Красной Армии. Участник гражданской войны. Служил помощником командира 90-й, затем 89-й отдельной роты обороны железных дорог (Обжелдор), с ноября 1918 — командир 89-й отдельной роты Обжелдора, с декабря 1918 — командир батальона 38-го Псковского стрелкового полка Обжелдора, а с 15 декабря 1918 — командир этого полка. Участвовал в боях на Гдовско-Нарвском направлении и в боях против частей генерала С. Н. Булак-Балаховича. В одном из боёв заминировал и взорвал железнодорожный мост перед наступавшими белыми частями, был контужен в боях. С 20 августа 1919 года — командир 17-й стрелковой бригады Обжелдора на Северо-Западном фронте. С 24 ноября 1919 года был помощником начальника, а с 28 ноября 1919 — начальником войск Обжелдор Петроградского округа на правах начальника дивизии, руководил действиями 1-й, 4-й и 7-й стрелковыми бригадами Обжелдор, участвовал в боях по обороне Петрограда.
С 15 декабря 1919 — начальник войск Обжелдор Юго-Восточного фронта, с 18 января 1920 года — начальник Обжелдор Кавказского фронта. Участвовал в освобождении Кубани, Терека и Ставрополья. С октября 1920 года — исполняющий должность начальника 29-й дивизии Войск внутренней службы охраны республики Кавказского фронта.

## Служба в межвоенный период
С 18 февраля 1921 года — начальник 29-й стрелковой дивизии Обжелдор, с 27 марта 1921 — начальник 38-й стрелковой дивизии Обжелдор. С июня 1921 года командовал учебно-кадровой бригадой 14-й стрелковой дивизии, одновременно был начальником гарнизона Владикавказа, членом Чрезвычайной комиссии Горской АССР по борьбе с холерой и тифами и членом Чрезвычайной тройки по борьбе с бандитизмом в Ингушетии и Осетии. С декабря 1921 года — командир отдельной армейской учебно-кадровой бригады Отдельной Кавказской Армии, одновременно был начальником Юго-западного сектора обороны Тифлиса. С 1 января 1922 — командир 1-й Восточной бригады курсантов в Грузинской ССР. С 13 июля 1922 — начальник 13-х Бакинских пехотных командных курсов (Тифлис). В сентябре-октябре 1922 года командовал сводной бригадой курсантов, которая участвовала в подавлении антисоветского восстания в Хевсурети.
С 10 октября 1923 до 1 июля 1927 года Н. Н. Биязи был начальником Четвёртой Ташкентской объединенной командной школы имени В. И. Ленина в Ташкенте, позднее ставшей Ташкентским высшим общевойсковым командным училищем имени В. И. Ленина. В эти годы и сам начальник школы повышал свой уровень знаний, окончив в 1925—1926 годах Курсы по усовершенствованию высшего начальствующего состава при Военной академии РККА в Москве. В 1927 году вновь убыл на учёбу, в 1928 году окончил Восточный факультет Военной академии РККА им. М. В. Фрунзе.
С сентября 1928 — военный руководитель Тифлисского государственного университета, с декабря 1928 — военный руководитель Томского государственного университета. В апреле 1931 года переведён военруком Северо-Кавказского государственного университета, но уже в июле 1931 года назначен военруком Северо-Кавказского коммунистического университета имени И. В. Сталина (Ростов-на-Дону). Член ВКП(б) с 1932 года.
С 1932 года — адъюнкт, в 1934—1936 годах — преподаватель Восточного / Специального факультета Военной академии РККА им. М. В. Фрунзе.
В августе 1936 — январе 1938 годов занимал пост военного атташе в Италии. Вернулся на преподавательскую работу в Военную академию РККА имени М. В. Фрунзе: начальник 3-го курса и старший преподаватель 2-го (разведывательного) факультета, с октября 1938 — старший преподаватель общей тактики и кафедры службы штабов. Доцент по кафедре тактики академии (1938).
В октябре 1940 года назначен начальником только что созданного Военного факультета западных иностранных языков при 2-м Московском педагогическом институте иностранных языков, которым руководил до апреля 1942 года.

## Великая Отечественная война
Под его руководством после начала Великой Отечественной войны осенью 1941 года факультет был эвакуирован из Москвы в Ставрополь в санаторий «Лесное». 
12 апреля 1942 года приказом Народного комиссара обороны СССР Военный факультет западных языков при 2-м МГПИИЯ был преобразован в Военный институт иностранных языков Красной Армии и первым начальником института был назначен генерал-майор Н. Н. Биязи.
В июле 1942 года направлен в войска, работал в группе представителей Главного управления кадров НКО СССР по формированию новых частей в Северо-Кавказском военном округе. В августе — сентябре 1942 года исполнял должность начальника штаба Северо-Кавказском военном округе, участник обороны Кавказа. Приложил огромные усилия к строительству оборонительных рубежей на подступах к Владикавказу, Грозному и горным перевалам Большого Кавказского хребта. С сентября 1942 года — начальник штаба Управления обучения и формирования войск Закавказского фронта. В числе прочих задач тогда он занимался формированием специальных ударных отрядов из альпинистов и лыжников для борьбы с альпийскими стрелками горно-пехотной дивизии Германии. В декабре 1942 года назначен заместителем командующего войсками 18-й армии Черноморской группы войск Закавказского фронта, но вскоре под Туапсе был сильно контужен.
С января 1943 — заместитель командующего войсками 56-й армии Черноморской группы войск Закавказского фронта, участвовал в Северо-Кавказской и Краснодарской наступательных операциях. С августа 1943 — заместитель командующего войсками и временно исполнял обязанности командующего войсками 58-й армии (в то время производила переформирование в резерве Ставки ВГК под Ворошиловградом. С ноября 1943 по апрель 1944 года генерал-майор Н. Н. Биязи временно исполнял обязанности командующего войсками Прибалтийского военного округа, с марта 1944 года — заместитель командующего войсками этого округа.
В апреле 1944 года он вторично возглавил Военный институт иностранных языков Красной Армии. Всего за годы войны институтом было выпущено несколько тысяч военных переводчиков, помогавших расшифровывать вражеские документы, допрашивавших пленных. В 1944 году ему присвоено звание генерал-лейтенанта. 24 июня 1945 года был командиром сводного расчета Военного института иностранных языков на историческом параде Победы.

## Послевоенная биография
После Победы продолжал руководить институтом. В июле 1947 года назначен помощником начальника Военной академии имени М. В. Фрунзе по специальным дисциплинам. Осенью 1951 года перенёс тяжелейший инсульт (последствие двух фронтовых контузий), осенью 1952 года признан негодным к военной службе и освобождён от должности, находился в распоряжении Военного министра СССР. В январе 1953 года генерал-лейтенант Н. Н. Биязи уволен из кадров Советской Армии в запас по болезни.
Поселился в Ессентуках. В качестве лектора общества «Знание» прочёл несколько тысяч лекций, занимался краеведением. Как и всю жизнь, продолжил активную спортивную работу, по его инициативе в Ессентуках был построен современный городской стадион и создана детская спортивная школа.
Был членом Горкома КПСС и депутатом Горсовета.
Скончался 7 апреля 1973 года в Ессентуках на 80-м году жизни. Похоронен на городском кладбище города Ессентуки.

### Спортивная карьера
Николай Биязи увлекался спортом: был футболистом, яхтсменом, боксёром, велогонщиком, стрелком, легкоатлетом. Он стал чемпионом России и СССР по стрельбе из боевой винтовки. Также стал первым дипломированным футбольным судьёй России. В 1912 году он стал судьей Всероссийского футбольного союза. Именно он в июне 1918 года судил финал первого в советской футбольной истории чемпионата. В 1948 году в качестве судьи международной категории Биязи был главным судьёй соревнований, посвящённых 50-летию отечественного бокса, в которых принимали участие С. Щербаков, А. Грейнер, Н. Королёв. Всего за свою жизнь Биязи получил около 70 различных спортивных дипломов и медалей.
В 1945—1947 годах был председателем Всесоюзной секции бокса (позже Федерация бокса СССР) и был судьёй всесоюзной категории по боксу (1946). Отличник физической культуры (1947).

### Научная карьера
Николай Биязи владел 14 иностранными языками, в совершенстве знал французский и итальянский.
Автор 35 научных работ по лингвистике и военному делу. Кандидат военных наук.

## Воинские звания
- полковник (5.12.1935)
- комбриг (5.02.1939)
- генерал-майор (4.06.1940)
- генерал-лейтенант (2.11.1944)

## Награды
- Два ордена Ленина (21.02.1945, …)
- Три ордена Красного Знамени (25.10.1943, 3.11.1944, 20.06.1949)
- Орден Красного Знамени Грузинской ССР (3.07.1923)
- медали
- Георгиевский крест 4-й степени
- Орден Красного Знамени (Монголия) (1945)
- Почётный гражданин города-курорта Ессентуки (25 августа 2021)

## Память
- В 2019 году на здании Военного университета Министерства обороны Российской Федерации открыта памятная доска в честь Н. Н. Биязи[7]